# Departamento de Potosí
El departamento de Potosí es uno de los nueve departamentos en que se divide Bolivia. Su capital y ciudad más poblada es la homónima Potosí, famosa por sus yacimientos de metales preciosos, que trascendió al tesauro o al acervo léxico del idioma español con la oración vale un Potosí.
Está ubicado al suroeste del país, limitando al norte con los departamentos de Oruro y Cochabamba, al este con los departamentos de Chuquisaca y Tarija, y al sur con la República Argentina hasta el trifinio cerro Zapaleri, donde empieza su frontera con la República de Chile, hacia el oeste.
Según el último Censo INE 2024, el departamento cuenta con una población de 856 419 habitantes. La densidad es de 7,6 hab/km² siendo el tercer departamento menos densamente poblado —por delante de los departamentos del Beni y Pando. El departamento fue fundado el 23 de enero de 1826 por el mariscal de Ayacucho Antonio José de Sucre.
Administrativamente el departamento de Potosí se encuentra conformado por 16 provincias, que a la vez, estos se encuentran divididos en 41 municipios. El municipio de Potosí es el más poblado con una población de 218.336 habitantes, concentrando al 23,10 % del total de la población departamental. Otros municipios también de importancia por la cantidad de población que tienen son los siguientes respectivamente: Llallagua, Tupiza, Villazón, Colquechaca, Betanzos, Cotagaita, San Pedro de Buena Vista y Uyuni.
La economía del departamento de Potosí se encuentra entre las que mayor expansión económica tuvieron durante los últimos años, ya que tradicionalmente se ha caracterizado por ser un departamento productor de minerales, lo que le ha permitido convertirse en la quinta economía departamental más grande del país, después de Santa Cruz, La Paz, Cochabamba y Tarija.
Según datos oficiales del Instituto Nacional de Estadística de Bolivia, en 2023 la economía de todo el Departamento de Potosí (producto interno bruto) alcanzó los US$ 2508 millones de dólares, con lo cual llega a representar al 6,16 % de la Economía Total de Bolivia (49 334 millones). En cuanto al ingreso por habitante (PIB per cápita), el departamento cerró el año 2016 con US$ 2929 dólares en promedio por cada potosino (a).

## Historia

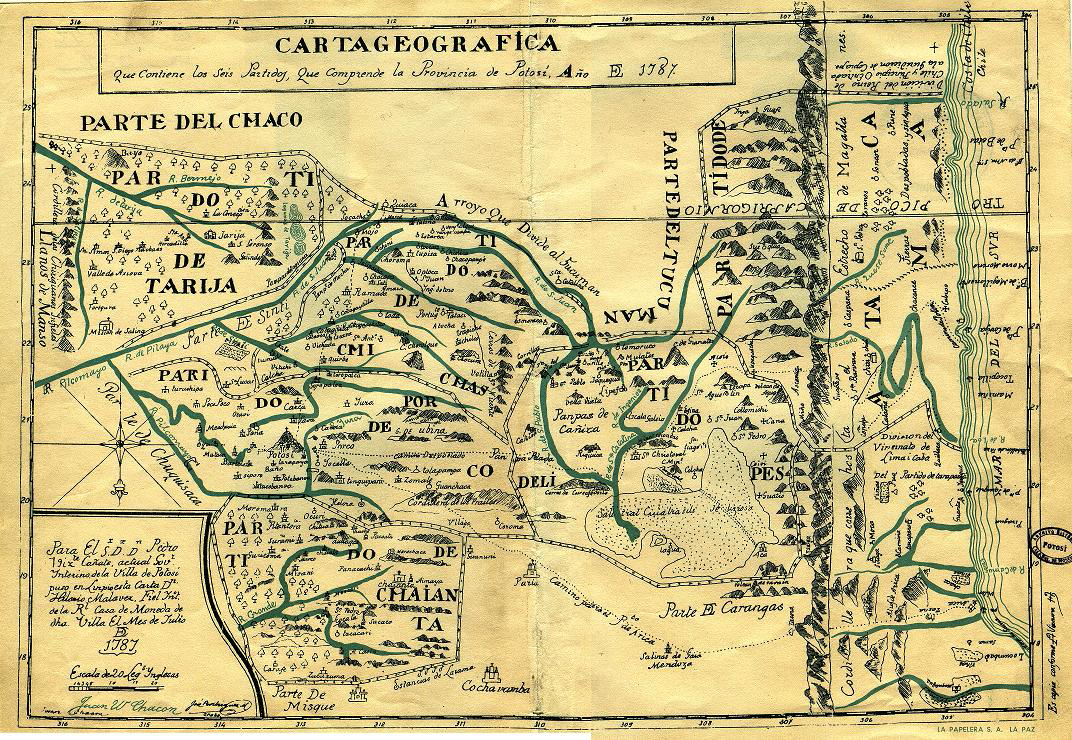
Mapa de la antigua Provincia de Potosí con seis partidos: Porco, Chayanta, Lípez, Chichas, Atacama y Tarija. El norte está hacia abajo. Año 1787 (Pedro Vicente Cañete)

Los pueblos originarios, que habitaron el territorio del actual departamento de Potosí, desarrollaron una cultura adelantada, como lo testimonian los numerosos sitios arqueológicos existentes: las pinturas rupestres de Betanzos, los talleres líticos de Nor y Sur Lípez y en numerosos lugares más.
En total hay 312 sitios arqueológicos en todo el departamento.
El primer español, que puso pie en el actual departamento de Potosí, fue el infortunado Diego de Almagro (1536), previamente tocó la hoy ciudad de Tupiza.
En 1545 los españoles fundaron la ciudad de Potosí, que en apenas un siglo se convirtió en una opulenta ciudad de más de 150 000 habitantes, cuya fama recorrió el mundo entero.
El extraordinario progreso de la ciudad trajo consigo profundas transformaciones sociales en la región, muchas de ellas negativas. En un radio de 500 km a la redonda, miles de indígenas fueron sometidos a la mita y encomienda (sistemas de cuasi esclavitud), poblaciones enteras fueron desarraigadas, y millares de seres humanos fueron explotados hasta morir.
Perteneció al Virreinato del Perú hasta 1776, fecha en que la región fue incorporada por la Corona española al nuevo Virreinato del Río de la Plata.
Para principios del siglo XIX, la riqueza de Potosí era tan solo un lejano recuerdo, pero eso no evitó que los realistas del Alto Perú y los patriotas de Buenos Aires se disputarán la región encarnizadamente. Y aunque las fuerzas independentistas lograron el resonante triunfo de Suipacha, las victorias realistas de Vilcapugio y Ayohúma significaron que el actual departamento de Potosí se separara definitivamente de la región del Río de la Plata (la actual Argentina).
El departamento fue constituido sobre la base de la antigua Intendencia de Potosí de la Real Audiencia de Charcas, mediante Decreto Supremo de 23 de enero de 1826, dictado por el mariscal de Ayacucho Antonio José de Sucre.
En 1883, como consecuencia de la guerra del Pacífico, el departamento de Potosí pasó a tener frontera con Chile. Durante el curso del siglo XX, mediante diversos tratados, se estableció el límite con Argentina. La división administrativa del departamento fue evolucionando hasta llegar, en la actualidad, a 16 provincias.
El 7 de noviembre de 1908, los forajidos estadounidenses Butch Cassidy y Sundance Kid fueron abatidos en un enfrentamiento con la policía en el pueblo de San Vicente, a unos 100 km al noroeste de Tupiza.
Durante la colonia y el periodo republicano la base económica del departamento fue la minera, pero también la recaudación impositiva a los pueblos indígenas, entre ellos están los siete ayllus tinkipaya, que contribuían al estado por medio de un Impuesto Indígena, al que se llamaba tasa. Dicho gravamen se mantuvo hasta la Revolución de 1952.
Durante el transcurso del siglo XX, la decadencia de la minería, sumadas a las vicisitudes políticas de Bolivia, hicieron que cientos de miles de potosinos abandonen el departamento en busca de mejores oportunidades en Cochabamba, La Paz o la vecina Argentina. En años recientes, algunas explotaciones mineras, más el desarrollo del turismo, han hecho renacer las esperanzas de una reactivación económica.
El 24 de junio de 1967, día de San Juan Bautista, bajo las órdenes del general René Barrientos, tropas del gobierno cometieron la mayor masacre de trabajadores en la historia de Bolivia en Catavi, llamada la masacre de San Juan.
En 2001 estallaron violentos enfrentamientos entre ayllus del norte de Potosí y el sur de Oruro, por disputas por el control de recursos y otras rivalidades, que dejaron un saldo de 57 muertos.
Actualmente el Departamento de Potosí tiene una disputa limítrofe con el de Oruro al disputar la ciudad de Coroma o Corama, rica en yacimientos de piedra caliza.

## Geografía

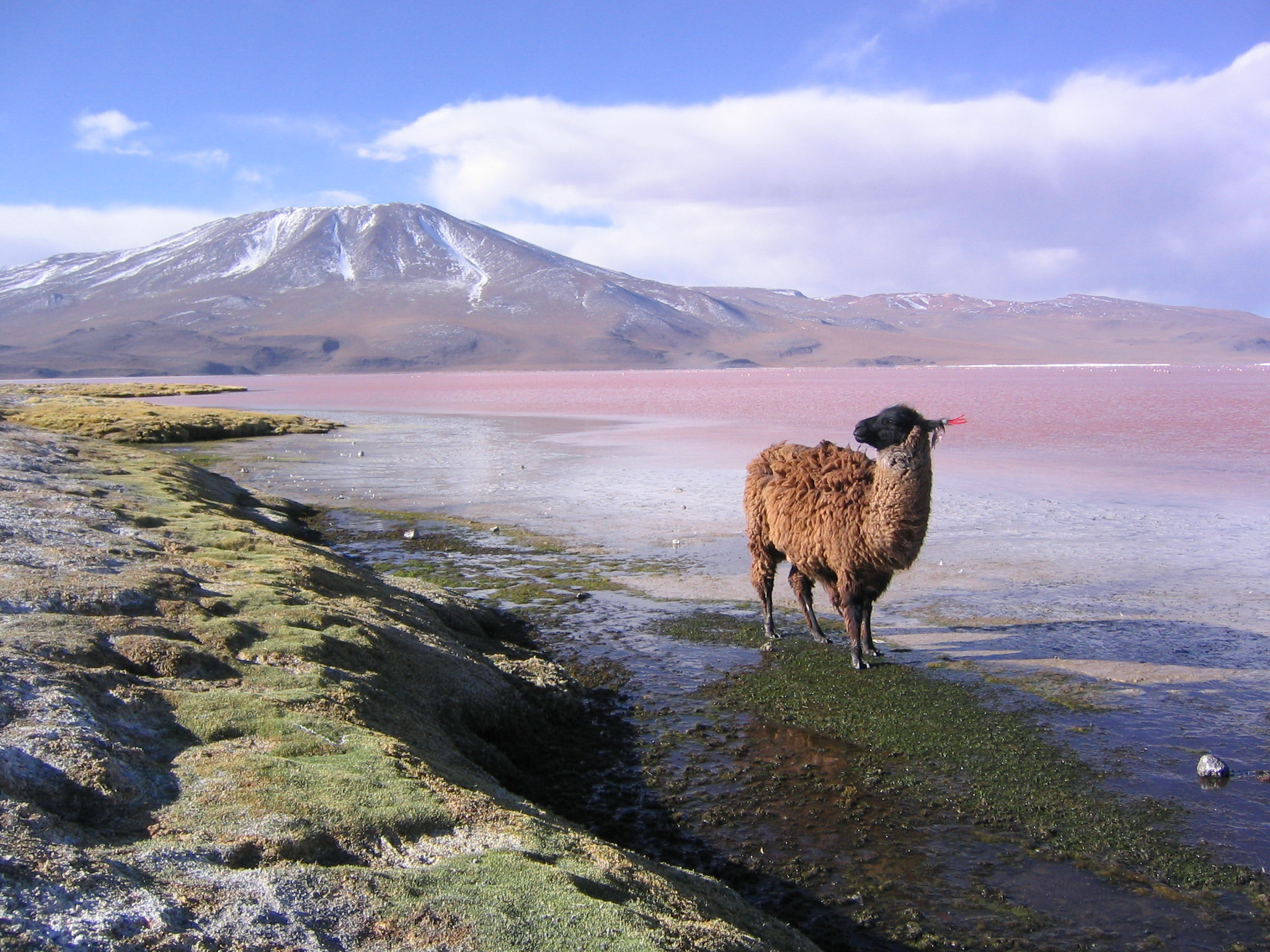
La Laguna Colorada.

La geografía del Departamento de Potosí se caracteriza por la presencia de géiseres, fumarolas, barros volcánicos, vertientes de aguas calientes y azufreras.
El paisaje agresivo de la cordillera Occidental se ve matizado por la presencia de lagunas y valles enclavados entre las montañas.
El clima del departamento es frío, a excepción de los valles entre las montañas cuyo clima es templado.
Una de las zonas más frías de Bolivia es la del Salar de Uyuni, el salar más grande del mundo donde la temperatura desciende en el invierno a –20 °C. El altiplano se caracteriza por tener escasa precipitación pluvial (100-200 milímetros anuales). El Departamento de Potosí tiene un clima árido frío (BWk) predominantemente y seguido por el clima semiárido frío (BSk), de acuerdo con la clasificación climática de Köppen.

### Relieve
El relieve del departamento se caracteriza por ser en su mayor parte montañoso, con una gran altiplanicie y por tener una gran cantidad de valles con microclimas muy diversos.
Entre sus elevaciones más importantes se impone el Uturuncu, que con sus 6008 m s. n. m. es la 12.ª montaña más alta de Bolivia. También se destacan el Sairecabur (5971 m s. n. m.), el cerro Lípez (5929 m s. n. m.), el Licancabur (5920 m s. n. m.) y el cerro Putana (5890 m s. n. m.).
En el sudoeste del departamento se encuentra el cerro Zapaleri (5653 m s. n. m.), que marca el punto trifinio entre Bolivia, Argentina y Chile.

### Hidrografía
El departamento tiene ríos que discurren hacia las tres cuencas del país: al Amazonas, mediante los ríos Caine, Chayanta Guadalupe; a la del Plata, con los ríos Pilcomayo, Motaca, Tumusla, etc.; y a la cuenca cerrada del altiplano, con el río Márquez, que desemboca en el Lago Poopó, y el río Grande de Lípez, que desemboca en el Salar de Uyuni. Además cuenta con otros cursos menores que forman pequeñas lagunas como la Laguna Colorada y la Laguna Verde.
En años recientes Bolivia ha hecho planes para aprovechar las aguas de los manantiales del Silala, en la provincia de Sur Lípez, con el fin de producir energía eléctrica y para otros usos, lo cual ha provocado roces con el gobierno de Chile.

### Flora y fauna

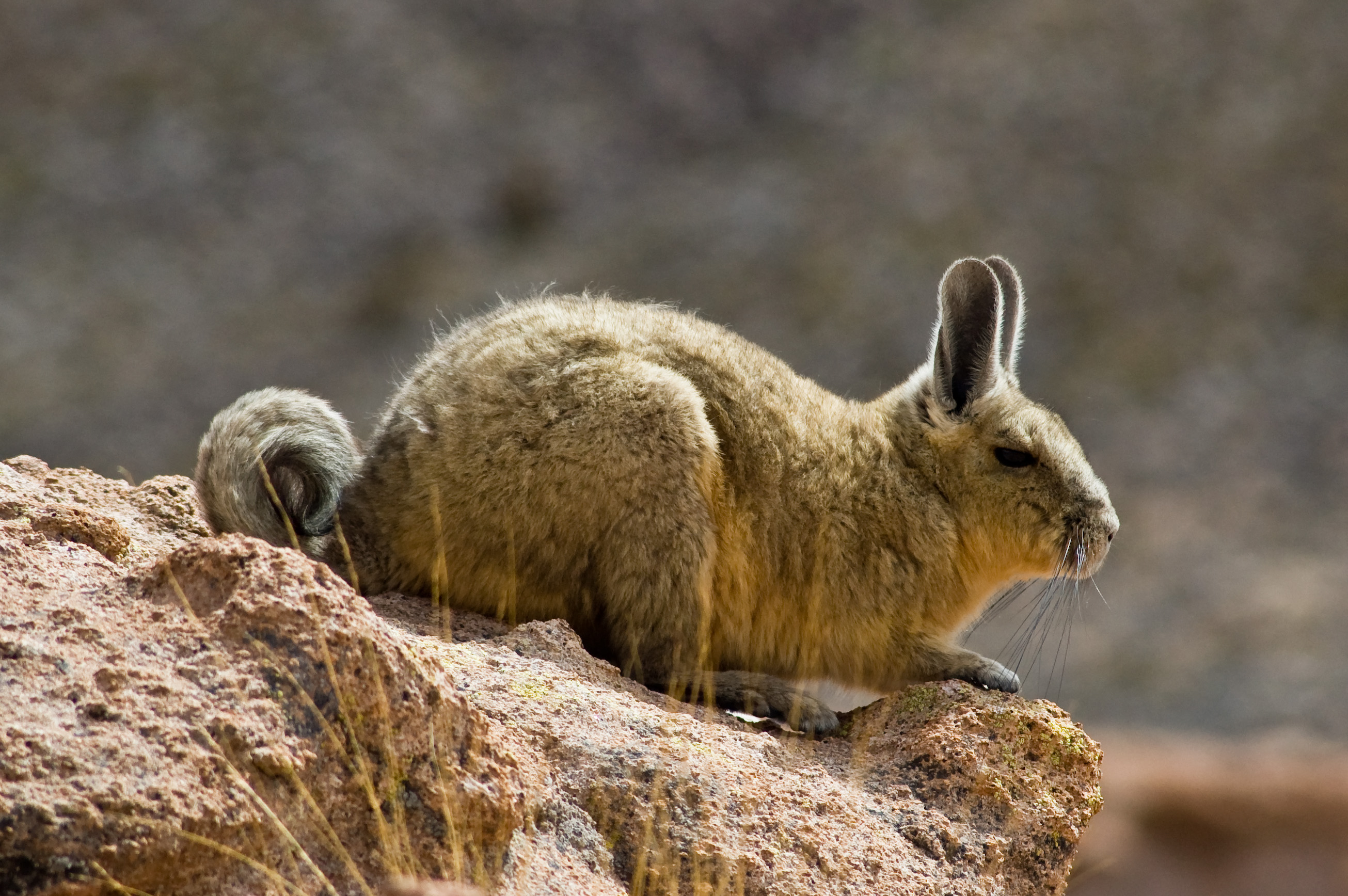
Una vizcacha en la provincia de Sur Lípez.

No obstante el ambiente desértico que caracteriza al departamento, hay una notable biodiversidad, que se manifiesta en numerosas especies que han sabido adaptarse al crudo clima y a la escasez de recursos de la zona.
La flora incluye especies cactáceas. La vegetación aumenta hacia el extremo noreste, colindante con el Departamento de Chuquisaca, región a menor altitud y mejor regada por las lluvias.
Entre los mamíferos, se destacan los camélidos (vicuñas, llamas y alpacas) como así también roedores (vizcachas), felinos (pumas) y otras especies. Entre las aves se destaca el cóndor, que habita en las altas cumbres, y el flamenco, muy abundante en las lagunas del altiplano.
Algunas de estas especies se encuentran en peligro de extinción, debido a la caza indiscriminada y la falta de control de las autoridades.
En el Departamento de Potosí se han creado dos áreas protegidas con el fin de preservar la flora y fauna autóctonas de Bolivia. Son ellas la Reserva nacional de fauna andina Eduardo Abaroa, situada en el extremo sur del departamento, colindante con Chile y Argentina, y el parque nacional Toro Toro, en el extremo norte, en el límite con el Departamento de Cochabamba.

## División administrativa
La administración del departamento reside en el Gobierno Departamental. Los municipios a su vez están administrados por un Gobierno municipal.
El departamento de Potosí está dividido en 16 provincias, que a la vez se dividen en 41 municipios.
| Alonso de Ibáñez   | Sacaca                   | 2170   | 29 821  |                             |         |
| Alonso de Ibáñez   | Sacaca                   | 2170   | 29 821  | 1 Sacaca                    | 22 470  |
| Alonso de Ibáñez   | Sacaca                   | 2170   | 29 821  | 2 Caripuyo                  | 9875    |
| Quijarro           | Uyuni                    | 14 890 | 37 431  |                             |         |
| Quijarro           | Uyuni                    | 14 890 | 37 431  | 3 Uyuni                     | 18 632  |
| Quijarro           | Uyuni                    | 14 890 | 37 431  | 4 Tomave                    | 14 121  |
| Quijarro           | Uyuni                    | 14 890 | 37 431  | 5 Porco                     | 6412    |
| General Bilbao     | Arampampa                | 640    | 10 850  |                             |         |
| General Bilbao     | Arampampa                | 640    | 10 850  | 6 Arampampa                 | 2648    |
| General Bilbao     | Arampampa                | 640    | 10 850  | 7 Acasio                    | 2899    |
| Charcas            | San Pedro de Buena Vista | 2964   | 41 651  |                             |         |
| Charcas            | San Pedro de Buena Vista | 2964   | 41 651  | 8 San Pedro de Buena Vista  | 33 892  |
| Charcas            | San Pedro de Buena Vista | 2964   | 41 651  | 9 Toro Toro                 | 11 919  |
| Chayanta           | Colquechaca              | 7026   | 98 946  |                             |         |
| Chayanta           | Colquechaca              | 7026   | 98 946  | 10 Colquechaca              | 39 442  |
| Chayanta           | Colquechaca              | 7026   | 98 946  | 11 Ravelo                   | 23 044  |
| Chayanta           | Colquechaca              | 7026   | 98 946  | 12 Pocoata                  | 23 430  |
| Chayanta           | Colquechaca              | 7026   | 98 946  | 13 Ocurí                    | 23 187  |
| Chayanta           | Colquechaca              | 7026   | 98 946  | 14 San Pedro de Macha       | n/a     |
| Cornelio Saavedra  | Betanzos                 | 2375   | 61 398  |                             |         |
| Cornelio Saavedra  | Betanzos                 | 2375   | 61 398  | 15 Betanzos                 | 41 043  |
| Cornelio Saavedra  | Betanzos                 | 2375   | 61 398  | 16 Chaquí                   | 10 290  |
| Cornelio Saavedra  | Betanzos                 | 2375   | 61 398  | 17 Tacobamba                | 13 875  |
| Daniel Campos      | Llica                    | 12 106 | 5270    |                             |         |
| Daniel Campos      | Llica                    | 12 106 | 5270    | 18 Llica                    | 5554    |
| Daniel Campos      | Llica                    | 12 106 | 5270    | 19 Tahua                    | 5769    |
| Enrique Baldivieso | San Agustín              | 2254   | 2006    |                             |         |
| Enrique Baldivieso | San Agustín              | 2254   | 2006    | 20 San Agustín              | 2006    |
| Linares            | Puna                     | 5136   | 50 817  |                             |         |
| Linares            | Puna                     | 5136   | 50 817  | 21 Puna                     | 41 583  |
| Linares            | Puna                     | 5136   | 50 817  | 22 Caiza D                  | 9566    |
| Linares            | Puna                     | 5136   | 50 817  | 23 Ckochas                  | 4311    |
| Modesto Omiste     | Villazón                 | 2260   | 41 124  |                             |         |
| Modesto Omiste     | Villazón                 | 2260   | 41 124  | 24 Villazón                 | 41 124  |
| Nor Chichas        | Santiago de Cotagaita    | 8979   | 32 946  |                             |         |
| Nor Chichas        | Santiago de Cotagaita    | 8979   | 32 946  | 25 Cotagaita                | 23 850  |
| Nor Chichas        | Santiago de Cotagaita    | 8979   | 32 946  | 26 Vitichi                  | 9649    |
| Nor Lípez          | Colcha K                 | 20 892 | 11 594  |                             |         |
| Nor Lípez          | Colcha K                 | 20 892 | 11 594  | 27 Colcha K                 | 11 763  |
| Nor Lípez          | Colcha K                 | 20 892 | 11 594  | 28 San Pedro de Quemes      | 1088    |
| Rafael Bustillo    | Uncía                    | 2235   | 75 599  |                             |         |
| Rafael Bustillo    | Uncía                    | 2235   | 75 599  | 29 Uncía                    | 25 790  |
| Rafael Bustillo    | Uncía                    | 2235   | 75 599  | 30 Chayanta                 | 15 456  |
| Rafael Bustillo    | Uncía                    | 2235   | 75 599  | 31 Llallagua                | 34 898  |
| Rafael Bustillo    | Uncía                    | 2235   | 75 599  | 32 Chuquiuta Ayllu Jucumani | 5662    |
| Sur Chichas        | Tupiza                   | 8516   | 47 005  |                             |         |
| Sur Chichas        | Tupiza                   | 8516   | 47 005  | 33 Tupiza                   | 37 208  |
| Sur Chichas        | Tupiza                   | 8516   | 47 005  | 34 Atocha                   | 7795    |
| Sur Lípez          | San Pablo de Lípez       | 22 355 | 5284    |                             |         |
| Sur Lípez          | San Pablo de Lípez       | 22 355 | 5284    | 35 San Pablo de Lípez       | 2694    |
| Sur Lípez          | San Pablo de Lípez       | 22 355 | 5284    | 36 San Antonio de Esmoruco  | 2330    |
| Sur Lípez          | San Pablo de Lípez       | 22 355 | 5284    | 37 Mojinete                 | 694     |
| Frías              | Potosí                   | 3420   | 189 978 |                             |         |
| Frías              | Potosí                   | 3420   | 189 978 | 38 Potosí                   | 166 102 |
| Frías              | Potosí                   | 3420   | 189 978 | 39 Tinguipaya               | 30 842  |
| Frías              | Potosí                   | 3420   | 189 978 | 40 Yocalla                  | 8645    |
| Frías              | Potosí                   | 3420   | 189 978 | 41 Urmiri                   | 2664    |

## Demografía
| Población histórica del departamento de Potosí | Población histórica del departamento de Potosí | Población histórica del departamento de Potosí | Población histórica del departamento de Potosí |
| Año                                            | Habitantes                                     | Fuente                                         | Ref.                                           |
| ---------------------------------------------- | ---------------------------------------------- | ---------------------------------------------- | ---------------------------------------------- |
| 1831                                           | 192 155                                        | Censo boliviano de 1831                        | [ 18 ]                                         |
| 1835                                           | 226 320                                        | Censo boliviano de 1835                        | [ 18 ]                                         |
| 1845                                           | 243 263                                        | Censo boliviano de 1845                        | [ 18 ]                                         |
| 1854                                           | 254 728                                        | Censo boliviano de 1854                        | [ 18 ]                                         |
| 1882                                           | 237 755                                        | Censo boliviano de 1882                        | [ 18 ]                                         |
| 1900                                           | 325 615                                        | Censo boliviano de 1900                        | [ 18 ] [ 19 ]                                  |
| 1950                                           | 509 087                                        | Censo boliviano de 1950                        | [ 18 ] [ 20 ]                                  |
| 1976                                           | 657 533                                        | Censo boliviano de 1976                        | [ 18 ] [ 20 ]                                  |
| 1992                                           | 645 889                                        | Censo boliviano de 1992                        | [ 18 ] [ 20 ]                                  |
| 2001                                           | 709 013                                        | Censo boliviano de 2001                        | [ 18 ] [ 20 ]                                  |
| 2012                                           | 828 093                                        | Censo boliviano de 2012                        | [ 18 ] [ 20 ]                                  |
| 2024                                           | 856 419                                        | Censo boliviano de 2024                        | [ 6 ]                                          |

| Gráfica histórica de la evolución demográfica del Departamento de Potosí (Según los censos de población y Proyección de 2021) |
| --- |
| |

### Representación a nivel nacional
| Censo | Pobl. Bolivia | Pobl. Potosí | % en relación con el país |
| ----- | ------------- | ------------ | ------------------------- |
| 1976  | 4 613 419     | 657 533      | 14,25                     |
| 1992  | 6 420 792     | 645 889      | 10,06                     |
| 2001  | 8 274 325     | 709 013      | 8,57                      |

Los censos de población realizados en los últimos 40 años revelan que la población del departamento Potosí ha decrecido en relación con la del total nacional. En 1976, Bolivia tenía 4 613 419 habitantes, de los cuales 657 533 correspondían al departamento de Potosí, equivalente a poco más del 14 % del total. Esta participación disminuyó a poco más del 10 % en 1992, al 8,5 % en 2001, y al 7,5 % en 2024.
La pobreza y la falta de oportunidades laborales empujaron a miles de habitantes del departamento a buscar mejores horizontes en otros departamentos del país e incluso en el extranjero, principalmente en Argentina.
La población se encuentra desigualmente distribuida. La mayor parte de los habitantes residen en la mitad oriental del departamento, a menor altura y con un clima algo más benigno.
Las frías e inhóspitas provincias occidentales -Campos, Nor Lípez, Sur Lípez y Baldivieso- aunque ocupan el 48,7 % de la superficie departamental, reúnen tan solo 23 975 pobladores, es decir, el 3,24 % del total de la población.

### Lenguas
Los idiomas que se hablan en el departamento son principalmente quechua, castellano y aimara.
La siguiente tabla muestra el número de aquellos que pertenecen al grupo reconocido de hablantes.
| Idioma                  | Departamento | Bolivia   |
| ----------------------- | ------------ | --------- |
| Quechua                 | 514 421      | 2 281 198 |
| Aimara                  | 57 738       | 1 525 321 |
| Guaraní                 | 374          | 62 575    |
| Otro nativo             | 356          | 49 432    |
| Español                 | 438 204      | 6 821 626 |
| Extranjero              | 3771         | 250 754   |
| Solo nativo             | 226 967      | 960 491   |
| Nativos y españoles     | 301 280      | 2 739 407 |
| Españoles y extranjeros | 136 980      | 4 115 751 |

### Ciudades principales

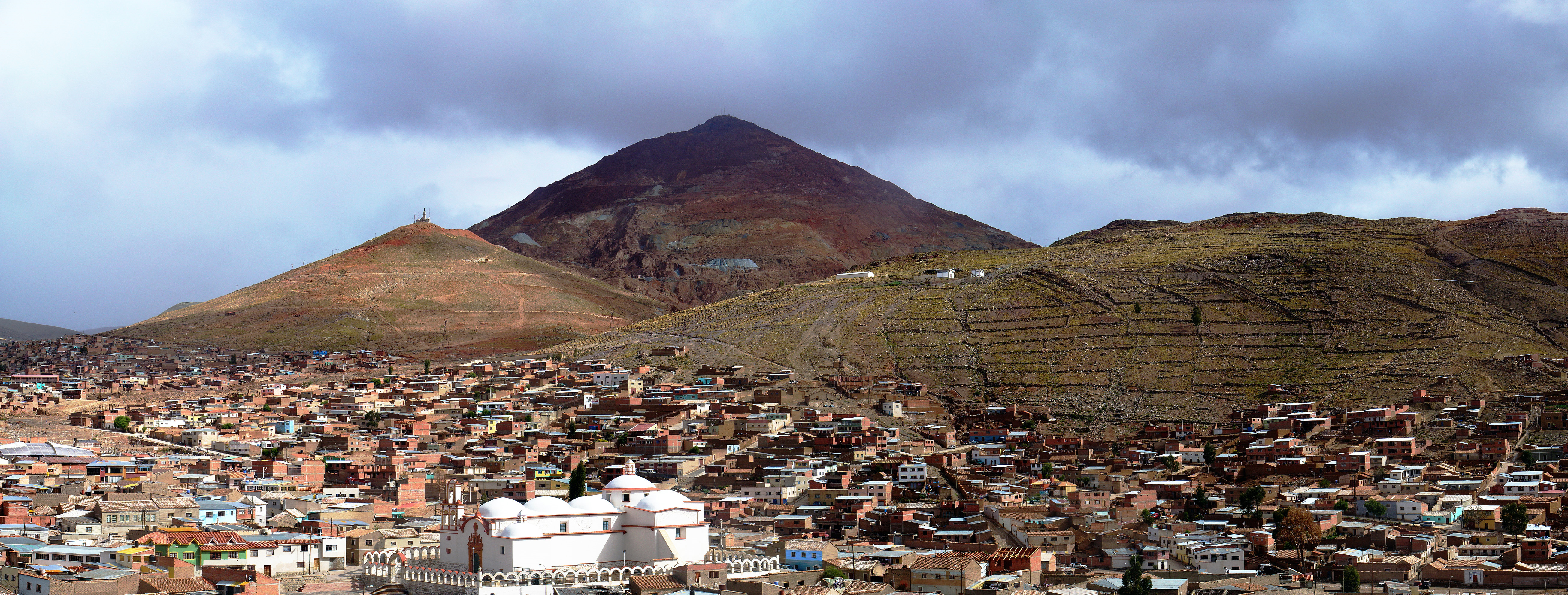
Una vista de la ciudad de Potosí con el cerro Rico al fondo.

Las principales ciudades del departamento, de acuerdo con las proyecciones del INE para el 2009, son los siguientes:
1. Potosí (120 102 habitantes), capital del departamento. Famosa en todo el mundo por su espectacular desarrollo en el siglo XVII gracias a la extracción de plata. Declarada Patrimonio de la Humanidad por la UNESCO, por su enorme riqueza arquitectónica e histórica. Es el centro económico, político y cultural del departamento.
2. Llallagua (25 166 hab.), importante centro minero y comercial.
3. Tupiza (37 209 hab.), importante centro agrícola y comercial, turístico con importantes empresas mineras dentro su jurisdicción. Con clima agradable, fauna, flora, costumbres y cultura que difieren del resto del departamento.
4. Uyuni (21 440 habitantes), importante centro turístico, ferroviario, comercial y minero. y punto estratégico para el desarrollo del país debido a que en la región del sudoeste boliviano se encuentra el salar más grande del mundo y con ello las reservas de litio.
5. Villazón (61 511 hab.), activo centro de intercambio comercial, en la frontera con Argentina.

## Economía

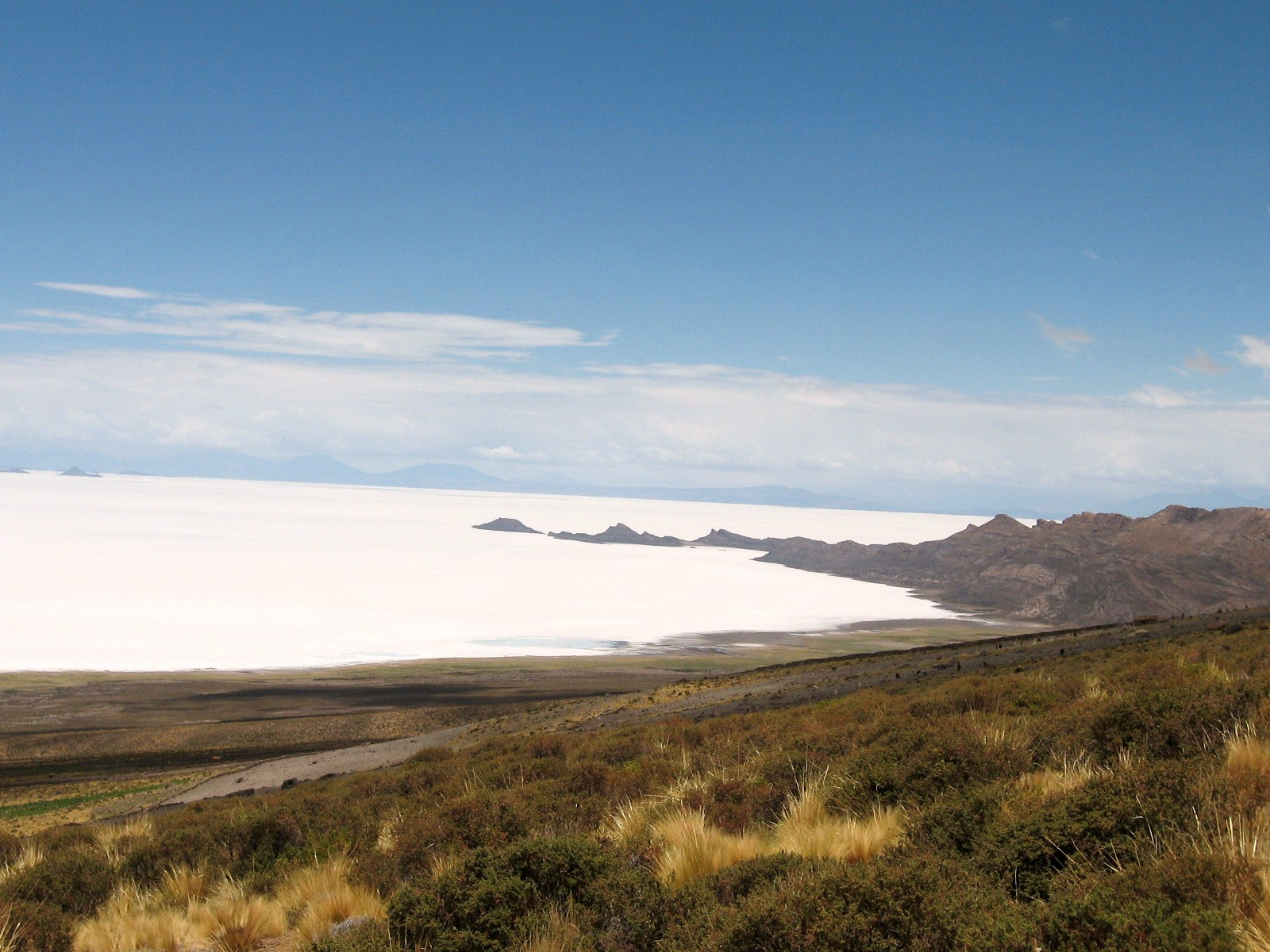
El Salar de Uyuni, una de las principales atracciones turísticas de Bolivia, contiene además importantes depósitos de litio.

La minería constituye la principal actividad económica del departamento. Aunque los yacimientos de plata que hicieron famosa a la región ya están totalmente agotados, el subsuelo aún guarda numerosas riquezas minerales. Existen yacimientos de antimonio, plomo, zinc, bismuto, wólfram, azufre, bórax, sal común, litio, cobre, oro y posiblemente, uranio.
Se han hecho intentos por industrializar los diferentes metales que se extraen del subsuelo, el cual el más importante fue el proyecto Karachipampa, pero con diverso resultado.
Algunas explotaciones están a cargo de compañías extranjeras. Por ejemplo, la mina San Cristóbal, productora de plata, zinc y plomo, fue desarrollada por la Apex Silver Mines Limited, de Colorado (Estados Unidos), la cual vendió la mina a la Sumitomo Corporation, de Japón, en noviembre de 2008.
En años recientes, las autoridades del departamento han depositado grandes esperanzas en la explotación del litio, del cual, según se sabe, el Salar de Uyuni contiene enormes reservas. Este mineral se usa en la fabricación de baterías y teléfonos celulares.
| Tamaño de la Economía del Departamento de Potosí (PIB) Riqueza promedio por cada habitante (PIB per Cápita) | Tamaño de la Economía del Departamento de Potosí (PIB) Riqueza promedio por cada habitante (PIB per Cápita) | Tamaño de la Economía del Departamento de Potosí (PIB) Riqueza promedio por cada habitante (PIB per Cápita) | Tamaño de la Economía del Departamento de Potosí (PIB) Riqueza promedio por cada habitante (PIB per Cápita) |
| Año | PIB (en dólares)                                                                                            | PIB per Cápita (en dólares)                                                                                 | Crecimiento del PIB departamental                                                                           |
| --- | --- | --- | --- |
| 1988 | US$ 283 millones                                                                                            | US$ 411 dólares                                                                                             | Sin cambios                                                                                                 |
| 1989 | US$ 302 millones                                                                                            | US$ 435 dólares                                                                                             | + 4.27 % |
| 1990 | US$ 293 millones                                                                                            | US$ 421 dólares                                                                                             | + 5.86 % |
| 1991 | US$ 291 millones                                                                                            | US$ 416 dólares                                                                                             | + 5.18 % |
| 1992 | US$ 311 millones                                                                                            | US$ 442 dólares                                                                                             | + 2.53 % |
| 1993 | US$ 278 millones                                                                                            | US$ 392 dólares                                                                                             | + 4.13 % |
| 1994 | US$ 286 millones                                                                                            | US$ 401 dólares                                                                                             | - 5.25 % |
| 1995 | US$ 326 millones                                                                                            | US$ 454 dólares                                                                                             | + 0.94 % |
| 1996 | US$ 365 millones                                                                                            | US$ 505 dólares                                                                                             | + 4.41 % |
| 1997 | US$ 376 millones                                                                                            | US$ 517 dólares                                                                                             | + 0.99 % |
| 1998 | US$ 374 millones                                                                                            | US$ 510 dólares                                                                                             | - 0.55 % |
| 1999 | US$ 391 millones                                                                                            | US$ 531 dólares                                                                                             | + 6.14 % |
| 2000 | US$ 400 millones                                                                                            | US$ 540 dólares                                                                                             | + 4.88 % |
| 2001 | US$ 376 millones                                                                                            | US$ 502 dólares                                                                                             | - 2.42 % |
| 2002 | US$ 361 millones                                                                                            | US$ 476 dólares                                                                                             | + 3.87 % |
| 2003 | US$ 382 millones                                                                                            | US$ 498 dólares                                                                                             | + 6.16 % |
| 2004 | US$ 426 millones                                                                                            | US$ 549 dólares                                                                                             | + 2.69 % |
| 2005 | US$ 434 millones                                                                                            | US$ 553 dólares                                                                                             | + 2.77 % |
| 2006 | US$ 633 millones                                                                                            | US$ 797 dólares                                                                                             | + 4.16 % |
| 2007 | US$ 715 millones                                                                                            | US$ 890 dólares                                                                                             | + 12.87 %                                                                                                   |
| 2008 | US$ 1 074 millones                                                                                          | US$ 1 323 dólares                                                                                           | + 24.25 %                                                                                                   |
| 2009 | US$ 1 195 millones                                                                                          | US$ 1 456 dólares                                                                                           | + 8.02 % |
| 2010 | US$ 1 415 millones                                                                                          | US$ 1 706 dólares                                                                                           | - 0.63 % |
| 2011 | US$ 1 795 millones                                                                                          | US$ 2 140 dólares                                                                                           | + 4.44 % |
| 2012 | US$ 1 599 millones                                                                                          | US$ 1 887 dólares                                                                                           | - 7.06 % |
| 2013 | US$ 1 693 millones                                                                                          | US$ 1 983 dólares                                                                                           | + 5.57 % |
| 2014 | US$ 1 806 millones                                                                                          | US$ 2 099 dólares                                                                                           | + 4.40 % |
| 2015 | US$ 1 835 millones                                                                                          | US$ 2 116 dólares                                                                                           | + 3.92 % |
| 2016 | US$ 2 105 millones                                                                                          | US$ 2 410 dólares                                                                                           | + 7.49 % |
| 2017 | US$ 2 484 millones                                                                                          | US$ 2 821 dólares                                                                                           | + 1.28 % |
| 2018 | US$ 2 627 millones                                                                                          | US$ 2 972 dólares                                                                                           | + 4.11 % |
| 2019 | US$ 2 597 millones                                                                                          | US$ 2 811 dólares                                                                                           | + 4.11 % |
| 2020 | US$ 2 338 millones                                                                                          | US$ 2 338 dólares                                                                                           | + 4.11 % |
| 2021 | US$ 3 027 millones                                                                                          | US$ 3 027 dólares                                                                                           | + 4.11 % |
| Nota: En rojo, los años de decrecimiento del PIB, de 0% para abajo. En verde, los años de crecimiento regular del PIB entre 0% y 4,50%. En azul, los años de crecimiento bueno del PIB de 4,50% para arriba. Fuente: Instituto Nacional de Estadística de Bolivia INE (2021) | | | |

| Departamentos de Bolivia según el tamaño de su Economía PIB (producto interno bruto) en 2018           | Departamentos de Bolivia según el tamaño de su Economía PIB (producto interno bruto) en 2018 | Departamentos de Bolivia según el tamaño de su Economía PIB (producto interno bruto) en 2018 | Departamentos de Bolivia según el tamaño de su Economía PIB (producto interno bruto) en 2018 |
| Posición                                                                                               | Departamento de                                                                              | Producto Interno Bruto                                                                       | País Comparable en PIB                                                                       |
| --- | -------------------------------------------------------------------------------------------- | -------------------------------------------------------------------------------------------- | -------------------------------------------------------------------------------------------- |
| 1.º | Santa Cruz                                                                                   | US$ 11 811 millones                                                                          | Guinea                                                                                       |
| 2.º | La Paz                                                                                       | US$ 11 319 millones                                                                          | Moldavia                                                                                     |
| 3.º | Cochabamba                                                                                   | US$ 6 037 millones                                                                           | Eritrea                                                                                      |
| 4.º | Tarija                                                                                       | US$ 3 204 millones                                                                           | Surinam                                                                                      |
| 5.º | Potosí                                                                                       | US$ 2 627 millones                                                                           | Bután                                                                                        |
| 6.º | Oruro                                                                                        | US$ 2 071 millones                                                                           | República Centroafricana                                                                     |
| 7.º | Chuquisaca                                                                                   | US$ 2 030 millones                                                                           | Cabo Verde                                                                                   |
| 8.º | Beni                                                                                         | US$ 1 104 millones                                                                           | Granada                                                                                      |
| 9.º | Pando                                                                                        | US$ 373 millones                                                                             | Micronesia                                                                                   |
| Total                                                                                                  | Bolivia                                                                                      | US$ 40 581 millones                                                                          | Túnez                                                                                        |
| Fuente: Instituto Nacional de Estadística de Bolivia INE (2019)                                        |                                                                                              |                                                                                              |                                                                                              |
| Departamentos de Bolivia por riqueza promedio de habitante (producto interno bruto per Cápita) en 2018 |                                                                                              |                                                                                              |                                                                                              |
| Posición                                                                                               | Departamento de                                                                              | PIB per Cápita                                                                               | País Comparable en PIB per Cápita                                                            |
| 1.º | Tarija                                                                                       | US$ 5 689 dólares                                                                            | Irak                                                                                         |
| 2.º | La Paz                                                                                       | US$ 3 926 dólares                                                                            | El Salvador                                                                                  |
| 3.º | Oruro                                                                                        | US$ 3 849 dólares                                                                            | Indonesia                                                                                    |
| 4.º | Santa Cruz                                                                                   | US$ 3 663 dólares                                                                            | Cabo Verde                                                                                   |
| Promedio                                                                                               | Bolivia                                                                                      | US$ 3 589 dólares                                                                            | Bolivia                                                                                      |
| 5.º | Chuquisaca                                                                                   | US$ 3 243 dólares                                                                            | Marruecos                                                                                    |
| 6.º | Cochabamba                                                                                   | US$ 3 062 dólares                                                                            | Filipinas                                                                                    |
| 7.º | Potosí                                                                                       | US$ 2 961 dólares                                                                            | Ucrania                                                                                      |
| 8.º | Pando                                                                                        | US$ 2 593 dólares                                                                            | Egipto                                                                                       |
| 9.º | Beni                                                                                         | US$ 2 359 dólares                                                                            | Honduras                                                                                     |
| Fuente: Instituto Nacional de Estadística de Bolivia INE (2019)                                        |                                                                                              |                                                                                              |                                                                                              |

La agricultura es escasa y en su mayor parte se destina al mercado local. Predominan los cultivos de tubérculos (papa) y luego están quinua, oca, trigo, cebada, vid (en el valle de Turuchipa, provincia de Linares), frutas, verduras, haba, arveja, legumbres y hortalizas. Pero los cultivos de papa constituyen el grueso de la producción local, con el riesgo que implica que la población tenga una escasa variedad en la alimentación.
La ganadería tiene poca importancia, aunque en algunas poblaciones aisladas es la principal forma de sustento de sus habitantes. Se crían tanto especies nativas (camélidos) como introducidas (ovinos, vacunos, caprinos y, en menor medida, asnos, caballos, porcinos y aves de corral). Casi la mitad de la producción de camélidos se destina a la venta de sus subproductos (carne y venta de fibra, para la industria textil). También se utiliza como medio de transporte. 
En la capital departamental, Potosí, y en los principales centros urbanos, gran parte de la población se emplea en el sector de servicios: comercio, bancos, educación, salud, seguridad, etc. En los últimos años, el turismo ha cobrado gran importancia en el departamento. Se han construido numerosas hosterías, y cada vez es más la gente que trabaja directa o indirectamente en este rubro. Pero la actividad también encuentra problemas con la infraestructura (malos caminos, falta de personal capacitado) y por otro lado, algunos advierten que un turismo masivo y desorganizado podría acarrear efectos negativos en el patrimonio histórico de la zona.

## Transportes

### Terrestres
Las carreteras que recorren el departamento están, en su mayoría, sin pavimentar, y los trabajos por mejorarlas avanzan con lentitud. La red caminera, en general, deja mucho que desear.
La mejor carretera del departamento es la que une a Potosí con la ciudad de Uyuni ruta 5 completamente pavimentada y muy bien señalizada, de igual forma con la capital constitucional del país, Sucre. Hacia Oruro (y por ende, hacia La Paz) va la ruta 1. Por el norte del departamento pasa la ruta 6, que une Sucre con Oruro y atraviesa localidades como Pocoata, Uncía y Llallagua.
Hacia Chile va la ruta 5, que pasa por Uyuni y llega hasta Ollagüe, en la frontera con el país transandino, donde empalma con la ruta chilena 21, que llega hasta Calama.
Hacia Argentina se dirige la ruta 14, que llega hasta Villazón, y empalma, en territorio argentino, con la ruta 9, en dirección a San Salvador de Jujuy y otras capitales de provincias argentinas.
La Ruta 21 ingresa del departamento de Oruro y pasa por Uyuni, Tupiza y llega hasta Villazón en la frontera con Argentina.
Las carreteras generalmente tiene tres salidas
D.Z.

### Aéreos
El aeropuerto Joya Andina en la ciudad de Uyuni recibe vuelos de La Paz, Sucre y Rurrenabaque. El aeropuerto Capitán Nicolás Rojas, de la ciudad de Potosí, no es del todo adecuado. También existen pistas de aterrizaje en Villazón y Uncía.

### Ferroviarios

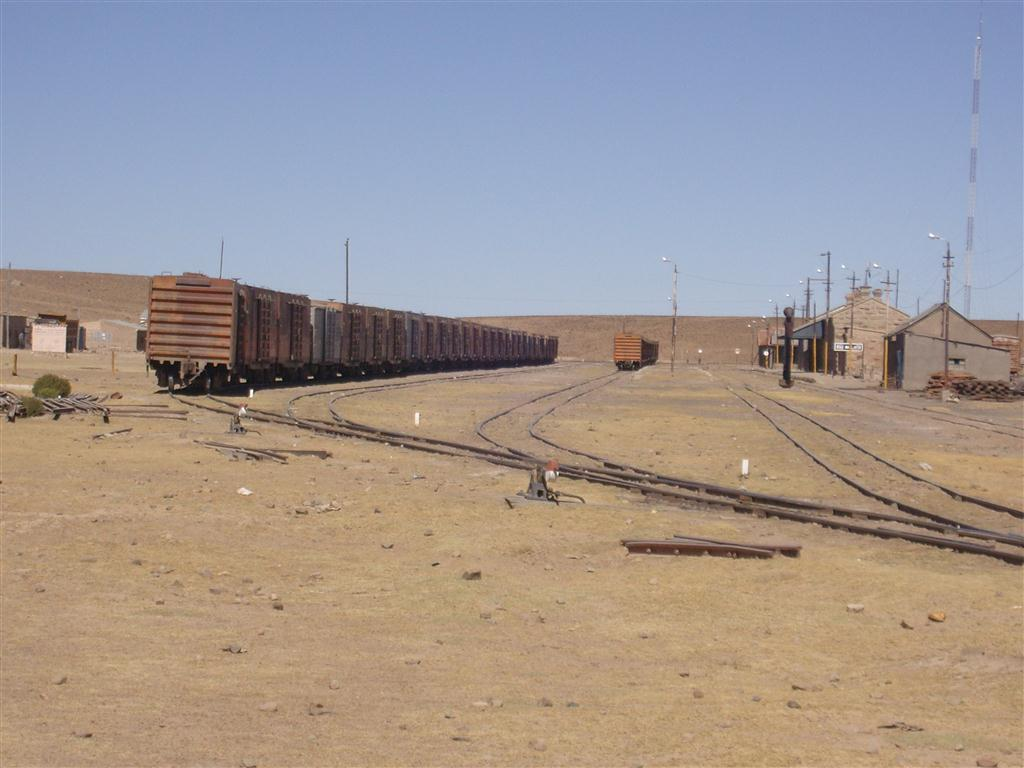
Estación ferroviaria Río Mulato

Un ramal une la ciudad de Potosí con Sucre, hacia el noreste, y con el Río Mulato, hacia el oeste. En esta localidad, el ferrocarril enlaza con la línea central de Oruro a Uyuni, y de aquí hacia el oeste Chile en la costa del Pacífico y hacia el sur, que en la localidad de Villazón empalma con el Ferrocarril General Belgrano, de Argentina.
El tramo Potosí-Río Mulato constituye uno de los ferrocarriles más altos del mundo, solo transitan minerales. en tanto que el ferrocarril Oruro-Uyuni- Villazón se utiliza sobre todo para el transporte de pasajeros.
Estas líneas son operadas por la empresa Ferroviaria Andina.

## Cultura

### Gastronomía

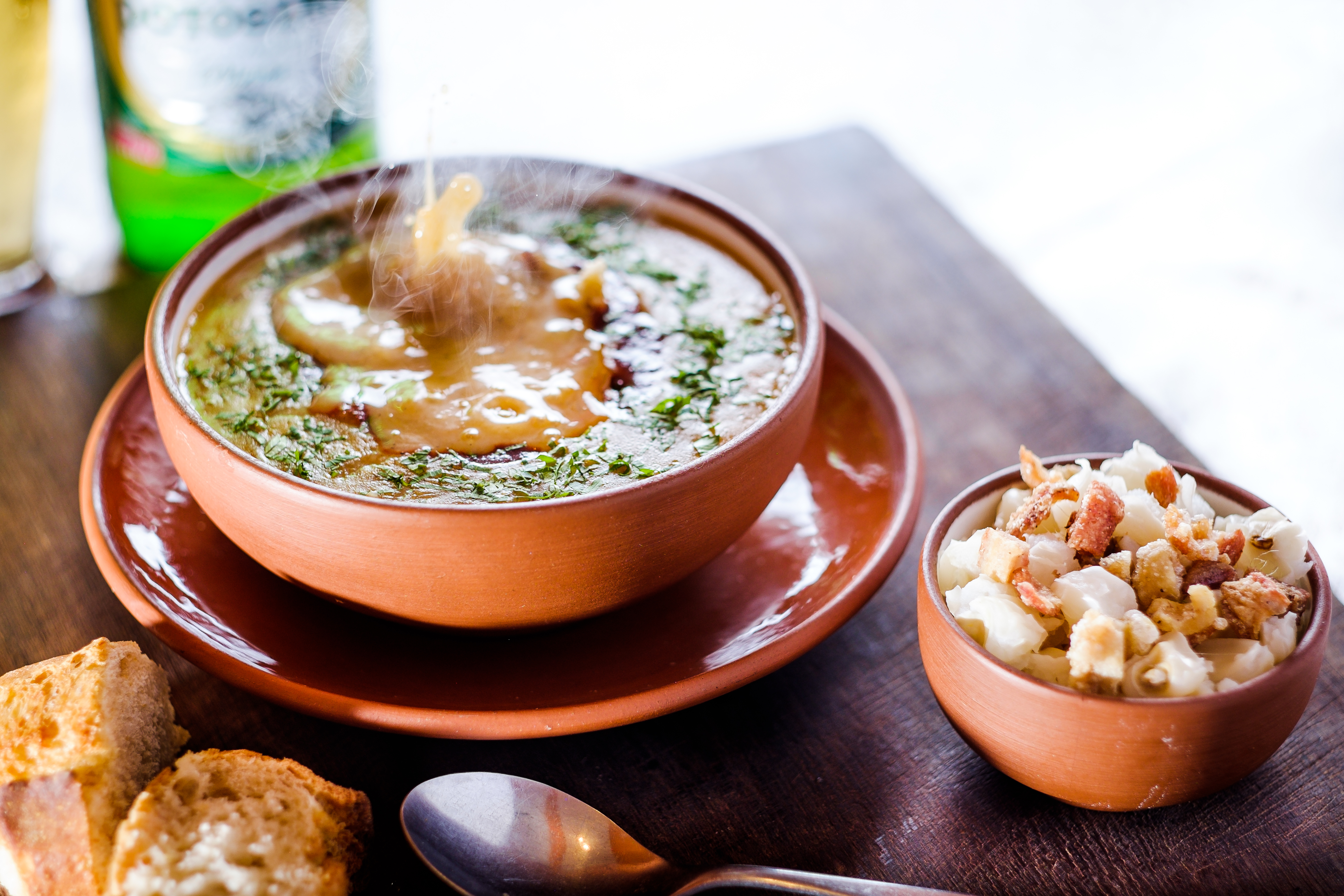
kalapurka, platillo típico potosino.

El departamento de Potosí es conocido por su variedad gastronómica, esto se debe al sincretismo de las culturas indígenas, española y es una de las más representativas de Bolivia. Algunos de sus platos típicos son: la kalapurka, la Salteña, Tawa tawa, Sopa de llullucha, la Misk’i Lawa, el Tamal chicheño, la Fritanga, el Ají de achakana, el Chajchu, o las variedades del ají como el ají de palqui de la región sur, ají de arvejas de la región norte, al ají de maíz con llullucha de la región sudoeste, el ají de achacana de la región centro.

### Deporte
Varios son los equipos del departamento con presencia en las ligas nacionales de élite de los distintos deportes. Formando parte de la primera división de Bolivia se encuentra el Club Atlético Nacional Potosí. Mientras que el Club Real Potosí es el equipo más exitoso del departamento, habiendo jugado 23 temporadas en la primera división y logrando el torneo apertura 2007, 4 subcampeonatos y diez participaciones en competiciones internacionales.
En baloncesto, tanto Pichincha, Calero y Nacional Potosí baloncesto participan en la Libobasquet, logrando títulos de la Liga boliviana para el departamento ininterrumpidamente desde 2017.
En la Liga Nacional de Futsal, milita el Club Concepción.